# Deense hockeyploeg (mannen)
De Deense hockeyploeg voor mannen is de nationale ploeg die Denemarken vertegenwoordigt tijdens interlands in het hockey.
De beste Deense prestatie op de Olympische Spelen is de zilveren medaille in 1920. Hierna nam Denemarken nog viermaal deel aan de Olympische Spelen, echter zonder veel succes.
Na de Spelen 1960 wist Denemarken zich niet meer voor een mondiaal toernooi te plaatsen.
Er volgden nog slechts twee deelnames aan het Europees kampioenschap, waarbij het team in de onderste regionen eindigde.
Het team speelde in 2007 op het Europees kampioenschap voor C-landen, waarbij een vijfde plaats werd behaald. Door deze vijfde plaats degradeerde het team naar de D-landen. Sindsdien heeft het land niet meer aan grote internationale toernooien deelgenomen.

## Erelijst Deense hockeyploeg
| Jaar | Champions Trophy | Europees kampioenschap | Olympische Spelen   | Wereldkampioenschap | Hockey World League Hockey Pro League |
| ---- | ---------------- | ---------------------- | ------------------- | ------------------- | ------------------------------------- |
| 1908 |                  |                        | geen deelname       |                     |                                       |
| 1920 |                  |                        | OS 1920 Antwerpen   |                     |                                       |
| 1928 |                  |                        | 5 OS 1928 Amsterdam |                     |                                       |
| 1932 |                  |                        | geen deelname       |                     |                                       |
| 1936 |                  |                        | 10 OS 1936 Berlijn  |                     |                                       |
| 1948 |                  |                        | 5 OS 1948 Londen    |                     |                                       |
| 1952 |                  |                        | geen deelname       |                     |                                       |
| 1956 |                  |                        | geen deelname       |                     |                                       |
| 1960 |                  |                        | 16 OS 1960 Rome     |                     |                                       |
| 1964 |                  |                        | geen deelname       |                     |                                       |
| 1968 |                  |                        | geen deelname       |                     |                                       |
| 1970 |                  | 18 EK 1970 Brussel     |                     |                     |                                       |
| 1971 |                  |                        |                     | geen deelname       |                                       |
| 1972 |                  |                        | geen deelname       |                     |                                       |
| 1973 |                  |                        |                     | geen deelname       |                                       |
| 1974 |                  | 14 EK 1974 Madrid      |                     |                     |                                       |
| 1975 |                  |                        |                     | geen deelname       |                                       |
| 1976 |                  |                        | geen deelname       |                     |                                       |
| 1978 | geen deelname    | geen deelname          |                     | geen deelname       |                                       |
| 1980 | geen deelname    |                        | geen deelname       |                     |                                       |
| 1981 | geen deelname    |                        |                     |                     |                                       |
| 1982 | geen deelname    |                        |                     | geen deelname       |                                       |
| 1983 | geen deelname    | geen deelname          |                     |                     |                                       |
| 1984 | geen deelname    |                        | geen deelname       |                     |                                       |
| 1985 | geen deelname    |                        |                     |                     |                                       |
| 1986 | geen deelname    |                        |                     | geen deelname       |                                       |
| 1987 | geen deelname    | geen deelname          |                     |                     |                                       |
| 1988 | geen deelname    |                        | geen deelname       |                     |                                       |
| 1989 | geen deelname    |                        |                     |                     |                                       |
| 1990 | geen deelname    |                        |                     | geen deelname       |                                       |
| 1991 | geen deelname    | geen deelname          |                     |                     |                                       |
| 1992 | geen deelname    |                        | geen deelname       |                     |                                       |
| 1993 | geen deelname    |                        |                     |                     |                                       |
| 1994 | geen deelname    |                        |                     | geen deelname       |                                       |
| 1995 | geen deelname    | geen deelname          |                     |                     |                                       |
| 1996 | geen deelname    |                        | geen deelname       |                     |                                       |
| 1997 | geen deelname    |                        |                     |                     |                                       |
| 1998 | geen deelname    |                        |                     | geen deelname       |                                       |
| 1999 | geen deelname    | geen deelname          |                     |                     |                                       |
| 2000 | geen deelname    |                        | geen deelname       |                     |                                       |
| 2001 | geen deelname    |                        |                     |                     |                                       |
| 2002 | geen deelname    |                        |                     | geen deelname       |                                       |
| 2003 | geen deelname    | geen deelname          |                     |                     |                                       |
| 2004 | geen deelname    |                        | geen deelname       |                     |                                       |
| 2005 | geen deelname    | geen deelname          |                     |                     |                                       |
| 2006 | geen deelname    |                        |                     | geen deelname       |                                       |
| 2007 | geen deelname    | geen deelname          |                     |                     |                                       |
| 2008 | geen deelname    |                        | geen deelname       |                     |                                       |
| 2009 | geen deelname    | geen deelname          |                     |                     |                                       |
| 2010 | geen deelname    |                        |                     | geen deelname       |                                       |
| 2011 | geen deelname    | geen deelname          |                     |                     |                                       |
| 2012 | geen deelname    |                        | geen deelname       |                     |                                       |
| 2013 |                  | geen deelname          |                     |                     | geen deelname                         |
| 2014 | geen deelname    |                        |                     | geen deelname       |                                       |
| 2015 |                  | geen deelname          |                     |                     | geen deelname                         |
| 2016 | geen deelname    |                        | geen deelname       |                     |                                       |
| 2017 |                  | geen deelname          |                     |                     | geen deelname                         |
| 2018 | geen deelname    |                        |                     | geen deelname       |                                       |
| 2019 |                  | geen deelname          |                     |                     | geen deelname                         |
| 2021 |                  | geen deelname          | geen deelname       |                     | geen deelname                         |
| 2022 |                  |                        |                     |                     | geen deelname                         |
| 2023 |                  | geen deelname          |                     | geen deelname       | geen deelname                         |
| 2024 |                  |                        | geen deelname       |                     | geen deelname                         |